# Азотное пожаротушение

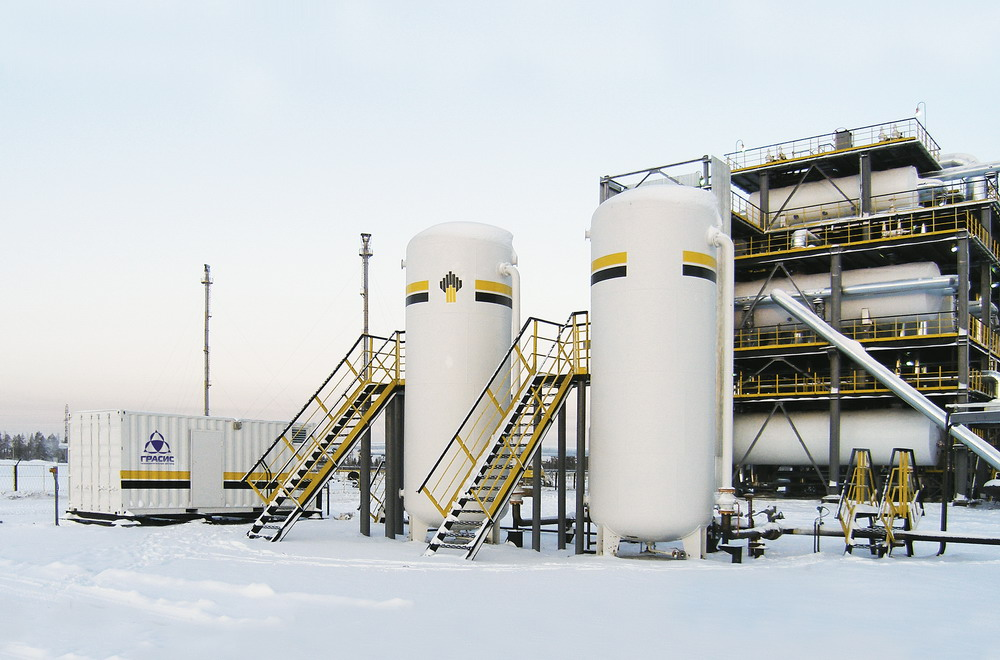
Установка азотного пожаротушения на месте эксплуатации

Одним из современных средств пожаротушения являются азотные установки. Данное оборудование высокоэффективно для предупреждения и ликвидации взрывов и пожаров на объектах нефтегазового комплекса, на химических, нефтехимических и других предприятиях. Установки азотного пожаротушения производятся на основе мембранной технологии последнего поколения. Они представляют собой исключительно эффективные системы, предназначенные для быстрой ликвидации пожара путём подачи газообразного азота в помещение, где произошло возгорание или взрыв.

## Применение

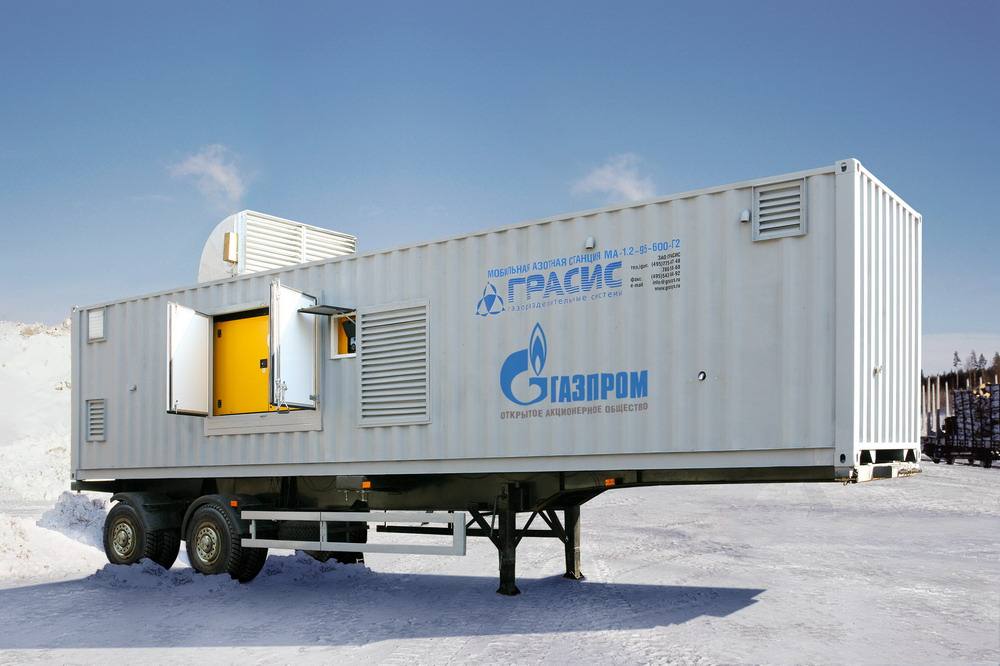
Мобильная азотная станция

Принцип действия установок азотного пожаротушения заключается в создании в помещении среды с пониженным содержанием кислорода — менее 10 %, в такой среде процесс горения становится невозможным.
Установки азотного пожаротушения не только очень эффективны — способны тушить пожар за несколько секунд вне зависимости от удаленности очага возгорания, но также неприхотливы и надежны в эксплуатации. Во многих случаях они представляют собой единственный тип оборудования, применимый для тушения труднодоступных очагов пожара, как, например, в шахтах.

### Нефтегазовая промышленность
В нефтегазовом комплексе установки азотного пожаротушения применяются для создания инертной среды с целью обеспечения взрыво- и пожаробезопасности в технологических резервуарах, во время загрузочно-разгрузочных работ, перед проведением ремонта оборудования, а также непосредственно для тушения пожаров. Помимо этого установки могут использоваться для испытания, продувки трубопроводов, очистки технологических ёмкостей и т. д.

### Химическая, нефтехимическая и лакокрасочная промышленность
В таких отраслях промышленности как химия, нефтехимия и лакокрасочная промышленность установки азотного пожаротушения эффективно применяются для создания инертной среды в резервуарах, содержащих пожароопасные вещества или вещества, реагирующие с кислородом. При возникновении пожара инертная смесь автоматически подается в объём, где произошло возгорание, и процесс горения прекращается.

### Угольная промышленность

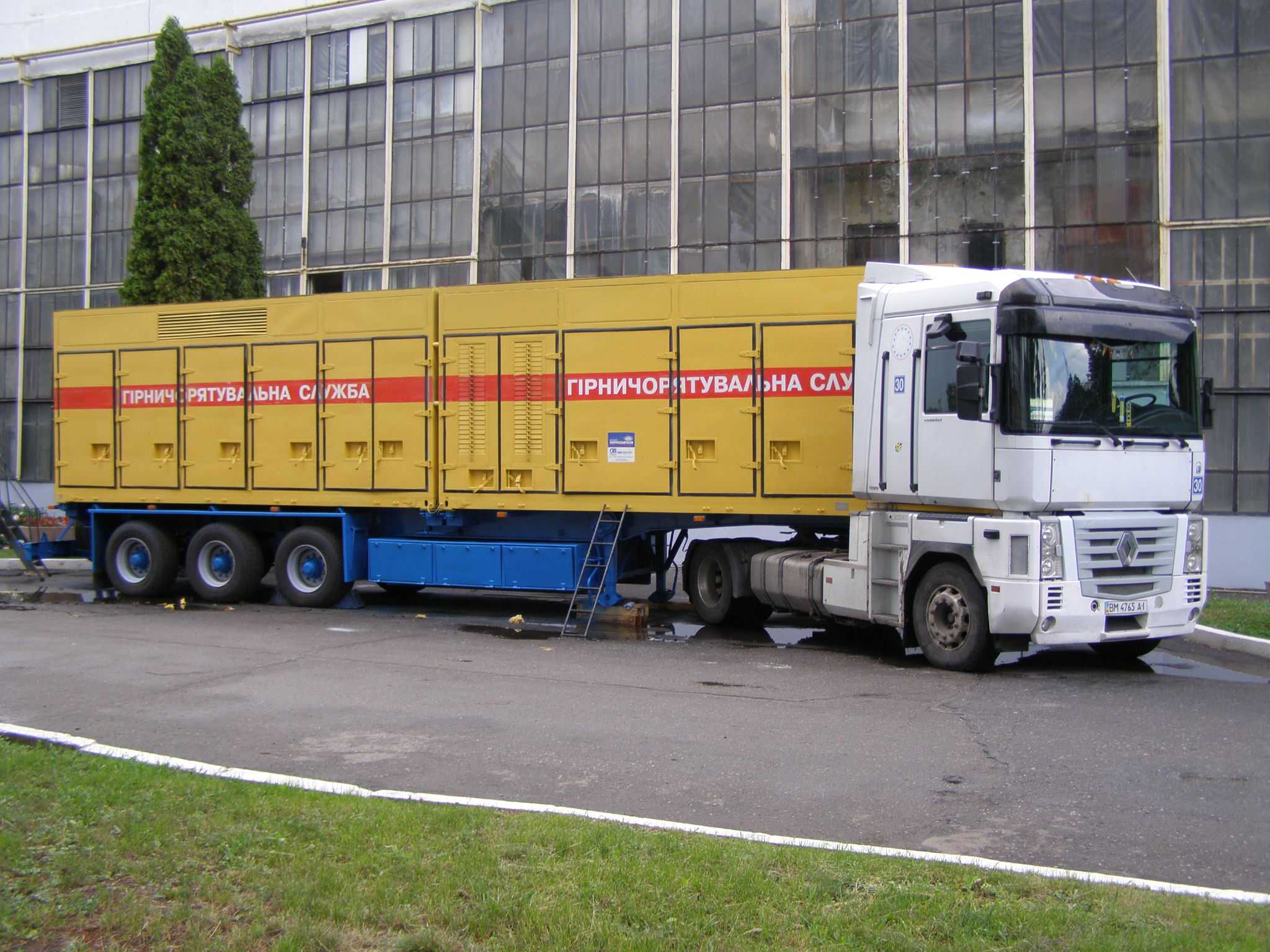
Передвижная станция для ликвидации последствий аварий на шахтах, Украина

Передвижные станции азотного пожаротушения позволяют эффективно бороться с пожарами в шахтах, обеспечивая надежное объемное тушение труднодоступных очагов. Азотные системы позволяют всего за несколько часов создать в аварийном участке шахты инертную атмосферу на основе азота, в которой процесс горения полностью прекращается.

### Музеи, выставки, хранилища банков
В музеях, галереях, выставочных залах, архивах, библиотеках, хранилищах банков установки азотного пожаротушения обеспечивают быстрое объемное тушение пожара. При использовании установок азотного пожаротушения, в отличие от традиционных систем пожаротушения, не наносится вред хранящимся в помещении ценностям.

### Помещения с ценным электрооборудованием
Использование традиционных водяных и пенных систем пожаротушения недопустимо в помещениях с дорогостоящей электронной техникой. Установки азотного пожаротушения позволяют почти мгновенно потушить пожар и сохранить нетронутым ценное оборудование.

## Технология
Основным элементом установок азотного пожаротушения является мембранный газоразделительный блок. Вырабатываемый газоразделительным блоком из атмосферного воздуха азот подается под давлением в ресивер, объём которого рассчитывается исходя из габаритов помещений или резервуаров, в которых обеспечивается взрыво- и пожаробезопасность. При достижении в них определенного давления азота установка выключается. В случае возникновения возгорания азот из ресивера подается в помещении через трубную разводку, что обеспечивает объемное, быстрое и надежное тушение пожара. Безусловным преимуществом использования азотных установок пожаротушения является то, что в результате тушения не подвергается опасности персонал и обеспечивается полная сохранность материальных ценностей. Как только азот из ресивера был использован для тушения очага пожара, установка немедленно начинает его пополнение.
Азотная установка пожаротушения может использоваться для поддержания постоянного состава атмосферы с определенной допустимой концентрацией кислорода в помещении или резервуаре. Использование установок азотного пожаротушения для таких задач позволяет гарантировать практически полную пожаро- и взрывобезопасность объектов (флегматизации). Кроме того, производимый установкой азот может быть использован для продувки технологических объёмов, а также для других целей.

## Содержание кислорода в воздухе, при котором горение веществ прекращается
| Вещество           | O2, % |
| ------------------ | ----- |
| Ацетон             | 11,0  |
| Бензин             | 9,0   |
| Бензол             | 10    |
| Бутан              | 9,5   |
| Диметилбутан       | 9,5   |
| Керосин            | 9,0   |
| Метан              | 9,5   |
| Метилацетат        | 8,0   |
| Пентан             | 9,0   |
| Пропан             | 9,0   |
| Пропилен           | 9,0   |
| Природный газ      | 9,5   |
| Реактивное топливо | 9,0   |
| Этан               | 9,0   |

## Преимущества
- Не наносится вред оборудованию.

В результате тушения пожара азотной установкой не наносится вред ценному оборудованию, в отличие от пенных и водяных систем пожаротушения.
- Объемное тушение пожара.

Обеспечивается объемное тушение пожара. Эффективность пожаротушения не зависит от труднодоступности очага возгорания.
- Поддержание безопасного состава атмосферы.

Установки азотного пожаротушения могут использоваться для поддержания постоянного пожаровзрывобезопасного состава атмосферы.
- Возможность контейнерного исполнения.

Установка азотного пожаротушения может быть выполнена в контейнерном варианте на базе салазок или шасси.
- Полная автоматизация.

При возникновении пожара азот из ресивера автоматически подается в помещение или технологическую ёмкость, где произошло возгорание.
- Простота в эксплуатации.

Установки очень просты в эксплуатации и не требуют обслуживания. Пожаротушение и последующее заполнение ресивера азотом происходит без непосредственного участия человека.
- Не требуется дозаправка.

В случае использования азота для пожаротушения или технологических нужд установка восполняет запасы азота из воздуха.
- Экологическая чистота.

Азот является экологически чистым газом, поэтому использование установок азотного пожаротушения не оказывает никакого вредного воздействия на окружающую среду.
- Высокая мобильность, независимость от резервуаров.
- Низкие эксплуатационные расходы.

Азот производится установкой из атмосферного воздуха, в результате эксплуатационные затраты оказываются очень незначительными.

## Недостатки
- Большой объём ресивера, сравнимый с объёмом помещения (при нормальных условиях)
- Необходимость герметизации помещения, где произошло возгорание
- Азот может вызвать удушье